# Гуин Шотуел
Гуѝн Шо̀туел (на английски: Gwynne Shotwell, [ɡwɪn 'ʃɑtwɛl]) е американска инженерка и бизнесдама.
Родена е на 23 ноември 1963 година в Еванстън, Илинойс, в семейството на хирург, но израства в близкия Либъртивил. Получава бакалавърска степен по машинно инженерство (1986) и магистърска степен по приложна математика (1988) в Северозападния университет. Работи като инженер и ръководител проекти в „Ероспейс Корпорейшън“ (1988 – 1998), след което оглавява космическия отдел в „Майкрокосм“. От 2002 година е в „Спейс Екс“, където през 2008 година става президент и оперативен директор.